# Équipe de Tunisie de football en 1994
L'équipe de Tunisie de football entame l'année 1994 avec beaucoup d'espoirs. Pendant toute l'année, on ne parle que de la coupe d'Afrique des nations et tous les moyens sont mis à disposition (calendrier aménagé, stages, matchs contre de grands adversaires, etc.).
Toutefois, le jour attendu se transforme en cauchemar. En match d'ouverture, la sélection est menée dès la première mi-temps (2-0) par l'équipe du Mali. Youssef Zouaoui est limogé sur le champ et Faouzi Benzarti chargé de diriger l'équipe pour son second match, mais les joueurs démoralisés n'arrivent pas à battre l'équipe du Zaïre et la Tunisie quitte la compétition dès le premier tour. On engage alors un entraîneur confirmé, le Franco-polonais Henryk Kasperczak, considéré comme l'un des meilleurs entraîneurs qui ait dirigé l'équipe.

## Matchs
| Date             | Stade                                | Adversaire    | Score | Comp             | Buteurs tunisiens                                      |
| 19 janvier 1994  | Stade olympique d'El Menzah, Tunisie | Pays-Bas      | 2-2   | A                | F. Rouissi 21e, Hamrouni 59e                           |
| 2 février 1994   | Stade olympique d'El Menzah, Tunisie | France (A')   | 1-1   | A                | Mahjoubi 70e                                           |
| 8 février 1994   | La Valette, Malte                    | Malte         | 1-1   | Tournoi de Malte | Souayah 22e (pen.)                                     |
| 10 février 1994  | La Valette, Malte                    | Slovénie      | 2-2   | Tournoi de Malte | Hamrouni 41e, Mahjoubi 66e (pen.)                      |
| 12 février 1994  | La Valette, Malte                    | Géorgie       | 0-2   | Tournoi de Malte |                                                        |
| 17 mars 1994     | Stade olympique d'El Menzah, Tunisie | Niger         | 4-2   | A                | F. Rouissi 7e (pen.) 42e, Hamrouni 10e, A. Sellimi 66e |
| 26 mars 1994     | Stade olympique d'El Menzah, Tunisie | Mali          | 0-2   | CAN              |                                                        |
| 30 mars 1994     | Stade olympique d'El Menzah, Tunisie | Zaïre         | 1-1   | CAN              | F. Rouissi 42e (pen.)                                  |
| 4 septembre 1994 | Bissau, Guinée Bissau                | Guinée-Bissau | 3-1   | QCAN             | S. Trabelsi 19e, Baya 36e, Berrekhissa 83e             |
| 8 novembre 1994  | Stade olympique d'El Menzah, Tunisie | Côte d'Ivoire | 2-0   | A                | Bouhali 39e, A. Sellimi 84e (pen.)                     |
| 30 novembre 1994 | Stade olympique d'El Menzah, Tunisie | Togo          | 1-1   | QCAN             | Hamrouni 24e                                           |
| 16 décembre 1994 | Sfax, Tunisie                        | Algérie       | 1-0   | A                | Bechaouch 55e                                          |

## Sources
- Mohamed Kilani, « Équipe de Tunisie : les rencontres internationales », Guide-Foot 2010-2011, éd. Imprimerie des Champs-Élysées, Tunis, 2010
- Béchir et Abdessattar Latrech, 40 ans de foot en Tunisie, vol. 1, chapitres VII-IX, éd. Société graphique d'édition et de presse, Tunis, 1995, p. 99-176